# David Eccles (1er vicomte Eccles)
David McAdam Eccles, 1er vicomte Eccles (18 septembre 1904 - 24 février 1999), est un homme politique conservateur anglais. 

## Éducation et début de carrière
Eccles fait ses études au Winchester College et au New College d'Oxford, où il obtient un diplôme de deuxième classe en EPI. Il travaille avec la Central Mining Corporation à Londres et à Johannesbourg. Pendant la Seconde Guerre mondiale il travaille pour le Ministère de l'Économie de guerre de 1939 à 1940 et pour le ministère de la Production de 1942 à 1943 et est conseiller économique des ambassadeurs britanniques à Lisbonne et Madrid de 1940 à 1942. 

## Carrière politique
Il est élu député de Chippenham lors d'une élection partielle en temps de guerre en 1943, siège qu'il occupe jusqu'en 1962. Il sert dans les administrations conservatrices de Churchill, Eden et Macmillan respectivement en tant que ministre des Travaux publics de 1951 à 1954 (il participe à organiser le couronnement de 1953 et est nommé KCVO), comme ministre de l'Éducation de 1954 à 1957 et de nouveau de 1959 à 1962 et en tant que président du Board of Trade de 1957 à 1959. 
En 1962, il est élevé à la pairie comme baron Eccles, de Chute dans le comté de Wiltshire, et en 1964, il est créé vicomte Eccles, de Chute dans le comté de Wiltshire. Lord Eccles est revenu au gouvernement en 1970 lorsque Edward Heath le nomme Paymaster-General et Ministre des Arts, poste qu'il occupe jusqu'en 1973. En tant que ministre des Arts, il se heurte au président du Conseil des arts de Grande-Bretagne Arnold Goodman au sujet du financement de pièces et d'expositions controversées et introduit des frais d'entrée obligatoires dans les musées et galeries publics. Lord Eccles est nommé docteur en sciences (DSc) en 1966 par l'Université de Loughborough. Il reçoit également un doctorat honorifique en sciences de l'Université de Bath en 1972 . 

## Vie privée
Il épouse Sybil Frances Dawson (1904-1977), fille de Bertrand Dawson (1er vicomte Dawson de Penn) (en), le 1er octobre 1929. Ils ont trois enfants: 
- John Eccles (2e vicomte Eccles) (né en 1931).
- Simon Dawson Eccles (né en 1934).
- Selina Eccles (né en 1937); mariée. tout d'abord à Robin Andrew Duthac Carnegie (petit-fils de Charles Carnegie (10e comte de Southesk)); puis à George Petty-Fitzmaurice (8e marquis de Lansdowne).

Veuf, il se remarie avec la collectionneuse et philanthrope Mary Morley Crapo Hyde (1912-2003) le 26 septembre 1984. Il est décédé à l'âge de 94 ans à la maison de causes naturelles, laissant une succession d'environ 2,4 millions de livres sterling. 